# Алкали, Айова
«Алкали, Айова» (англ. Alkali, Iowa) — фильм американского режиссёра и сценариста Марка Кристофера. В 1996 году на Берлинском международном кинофестивале картина удостоена премии Тедди в номинации «Лучший короткометражный фильм».

## Сюжет
Действие происходит в штате Айова. Молодой человек по имени Джек пытается бороться со своей гомосексуальностью и скрывать её от окружающих. Но это совсем непросто, если ты — житель сельского района Среднего Запада. Парень обнаруживает, что его погибший во Вьетнаме отец вёл двойную жизнь и был геем. Но если для Джека это просто факт, который позволяет лучше узнать своего отца, то для его деда и матери невыносимая правда, которую много лет пытались скрывать. Джеку предстоит решить, должен ли он поделиться этой информацией с младшей сестрой, или лучше продолжать хранить тайну.

## В ролях
| Актёр          | Роль          |
| -------------- | ------------- |
| Дж.Д. Церна    | Джек          |
| Кент Бродхерст | бойфренд отца |
| Мэри Бет Хёрт  | мать Джека    |
| Эдвард Симон   | дед Джека     |

## Награды
Фильм получил следующие награды:
- 1996 — Берлинский кинофестиваль — приз «Тедди» в номинации «Лучший короткометражный фильм»
- 1995 — Международный кинофестиваль в Чикаго — приз «Серебряный Хьюго» в номинации «Лучший художественный фильм» Марку Кристоферу